# Zürcher Kommentar
Der Zürcher Kommentar ist eine Reihe von Gesetzeskommentaren, die sich mit dem  schweizerischen Zivilrecht (Zivilgesetzbuch, Obligationenrecht sowie Nebengesetze des Bundes) befassen und im Verlag Schulthess Juristische Medien erscheinen.

## Geschichte
Die Anfänge des Zürcher Kommentars gehen auf die Entstehungszeit der beiden Kodifikationen des schweizerischen Privatrechts zurück, auf das Schweizerische Obligationenrecht vom 14. Juni 1881 sowie auf das Schweizerische Zivilgesetzbuch vom 10. Dezember 1907. 1891 erschien eine gemäss Untertitel Grössere unter Benutzung der Praxis bearbeitete Ausgabe zum Schweizerischen Obligationenrecht, kommentiert von Albert Schneider und Heinrich Fick. Dieses Werk kann als Wegbereiter des Zürcher Kommentars angesehen werden. Im Jahre 1909, zwei Jahre nach Verabschiedung des Zivilgesetzbuches am 10. Dezember 1907 und  drei Jahre vor dessen in Krafttreten am 1. Januar 1912, erschien ein erster Band zum Sachenrecht, kommentiert von Carl Wieland. Damit wurde die Geburtsstunde des Zürcher Kommentars eingeläutet. Herausgeber der ersten Stunde waren August Egger, Arnold Escher, Hugo Oser, Alexander Reichel und Carl Wieland.
Seit der Gründungszeit wurde der Zürcher Kommentar stetig ausgebaut und damit verbunden das Herausgeber-Gremium, das in den Jahren 1930 bis 1936 um Robert Haab, Arthur Homberger, Alfred Siegwart sowie Bundesrichter Wilhelm Schönenberger erweitert wurde und 1948 um F. Wolfhart Bürgi, Max Gutzwiller, Peter Liver, Werner von Steiger, Peter Jäggi und Werner Scherrer. Geprägt wurde diese Zeitspanne unter anderem durch die Neuauflage des Eggerschen Personen- und Familienrechts, der Kommentierung von Besitz und Grundbuch durch Arthur Homberger und der Kommentierung zum Aktienrecht von Alfred Siegwart.
Bedingt durch die starke Entwicklung auf dem Gebiet der privatrechtlichen Nebengesetzgebung des Bundes, stellte sich die Frage der Erschliessung dieses Bereichs. Das Inkrafttreten des IPRG am 1. Januar 1989 gab den Anlass zu einem ersten Schritt in diese Richtung. Seit diesem Zeitpunkt werden die einschlägigen Nebengesetze in die Kommentarreihe integriert und ebenfalls kommentiert, so das Fusionsgesetz und das Partnerschaftsgesetz.

## Herausgeber, Verlag, Schriftleitung
In den 1980er Jahren übernahm Peter Gauch die Herausgeberschaft. Jörg Schmid zeichnet nunmehr für die herausgeberische Betreuung des Zürcher Kommentars. Die koordinatorische und verlegerische Komponente wird durch den Verlag und die Schriftleitung wahrgenommen. Die Geschäftsführung der Schulthess Juristischen Medien, Firas Kharrat, ist für die verlegerische Betreuung zuständig und Inge Hochreutener für die Schriftleitung des Zürcher Kommentars.

## Neue Technologien
In digitaler Form ist der Zürcher Kommentar kostenpflichtig und ohne die Formatierung der gedruckten Ausgabe über die Schweizerische Rechtsdatenbank Swisslex erhältlich. Als E-Book ist der Zürcher Kommentar bislang nicht verfügbar.